# Selago tarachodes
Selago tarachodes är en flenörtsväxtart som beskrevs av O.M. Hilliard. Selago tarachodes ingår i släktet Selago och familjen flenörtsväxter. Inga underarter finns listade i Catalogue of Life.